# Luciana, Ciudad Real
Luciana là một đô thị thuộc Ciudad Real, Castile-La Mancha, Tây Ban Nha.

## Dân số
| 1991 | 1996 | 2001 | 2004 |
| ---- | ---- | ---- | ---- |
| 484  | 469  | 432  | 438  |